# Хлоя Севіньї
Хлоя Стівенс Севіньї (англ. Chloë Stevens Sevigny; нар. 18 листопада 1974, Спрінґфілді, Массачусетс) — американська акторка, сценаристка, кінорежисерка, модельєрка і колишня модель. Лауреатка премії «Золотий глобус», номінантка премії «Оскар». Працює в незалежному кіно.

## Життєпис
Хлоя Севіньї народилася 18 листопада 1974 у Спрінгфілді (Массачусетс), в сім'ї Жанін Маліновські та Девіда Севіньї. З дитинства мріяла бути акторкою. Росла в небагатій родині і з дитинства звикла підробляти, прибираючи тенісний корт або доглядаючи чужих дітей. 

### Кар'єра
У 18 років Хлоя перебралася в Нью-Йорк. Там її помітила редакторка відділу моди з журналу «Sassy». Вона запропонувала Хлої зніматися для глянцевого видання. Через два роки стартувала і її кінокар'єра. Ще з часів навчання в школі Севіньї товаришувала з молодим драматургом Гармоні Коріном. У 1994 році він запросив її знятися в малобюджетному незалежному фільмі «Дітки», до якого написав сценарій. Севіньї дівчину, яка, уперше зайнявшись сексом, виявляє, що заразилася ВІЛ. Через пару років вийшов фільм Коріна, де Севіньї виконала одну з ключових ролей. «Гуммо» розповідав про життя бідних підлітків із покинутого американського містечка. Після також були запрошення в незалежні картини: «Останні дні диско» та «Пальметто», а також робота в спектаклі «Гейзелвуда Джуніор Гай», заснованому на реальній життєвій історії дівчаток-підлітків, які жорстоко розправилися з ровесницею. 
У 1999 році Хлоя Севіньї виконала яскраву роль Лани Тісдейл у «Хлопці не плачуть» американської режисерки Кімберлі Пірс. Ця роль принесла їй премію «Незалежний дух» і ряд престижних номінацій, зокрема й «Оскар». Далі була участь у незалежних фільмах — «Американському психопаті», «Доґвілі», «Клубна манія» (все у 2003 році). Найсуперечливішою серед кіноробіт Севіньї стала роль у стрічці «Коричневий кролик» — резонансному проєкті Вінсента Гало (2003). Багато критиків тоді були переконані, що після відвертої сексуальної сцени у фіналі фільму акторці можна було поставити хрест на кар'єрі. Після виходу фільму на екрани в Каннах, агентство, яке працювало з Севіньї, розірвало з нею контракт. Проте після цього Севіньї знялася в серіалі «Велике кохання» та отримала за цю роль «Золотий глобус». Крім цього, в 2007-му зіграла з Джейком Джилленголом у фільмі «Зодіак» Девіда Фінчера, а через отримала два роки відразу дві ролі в незалежному кіно: «Кімната смерті» й «Сину мій, сину мій, що ти наробив».

## Фільмографія

### Кінофільми
| Рік  |   | Українська назва           | Оригінальна назва              | Роль              |
| ---- | - | -------------------------- | ------------------------------ | ----------------- |
| 1995 | ф | Дітки                      | Kids                           | Дженні            |
| 1999 | ф | Хлопці не плачуть          | Boys Don't Cry                 | Лана Тісдел       |
| 2003 | ф | Афера Стівена Гласса       | Shattered Glass                | Кейтлін Ейві      |
| 2004 | ф | Джиміні Глік в Ля-ля-вуді  | Jiminy Glick in Lalawood       | у ролі самої себе |
| 2007 | ф | Зодіак                     | Zodiac                         | Мелані Грейсміт   |
| 2010 | ф | Славний малий              | Mr. Nice                       | Джуді Маркс       |
| 2013 | ф | Лавлейс                    | Lovelace                       | Ребекка           |
| 2014 | ф | Маленькі події             | Little Accidents               | Кендра Бріґґс     |
| 2015 | ф | #Жах                       | #Horror                        | Алекс Кокс        |
| 2016 | ф | Кохання та дружба          | Love & Friendship              | Алісія Джонсон    |
| 2016 | ф | Антинародження             | Antibirth                      | Сейді             |
| 2017 | ф | Золоті виходи              | Golden Exits                   | Аліса             |
| 2017 | ф | Беатріс за вечерею         | Beatriz at Dinner              | Шеннон            |
| 2017 | ф | Вечеря                     | The Dinner                     | Барбара Ломан     |
| 2017 | ф | Сніговик                   | The Snowman                    | Сильвія           |
| 2018 | ф | Ліззі                      | Lizzie                         | Ліззі Борден      |
| 2019 | ф | Любов сліпа                | Love Is Blind                  | Каролін Краффт    |
| 2019 | ф | Мертві не вмирають         | The Dead Don't Die             | Мінерва Моррісон  |
| 2019 | ф | Справжні пригоди Вовченяти | The True Adventures of Wolfboy | Джен              |
| 2019 | ф | Квін та Слім               | Queen & Slim                   | Пані Шепард       |
| 2020 | ф | Повільна машина            | Slow Machine                   | Хлоя              |
| 2022 | ф | Разом з кістками           | Bones & All                    | Джанель Кернс     |
| 2024 | ф | Привіт, смутку             | Bonjour Tristesse              | Енн               |
| 2025 | ф | Після полювання            | After the Hunt                 |                   |

### Телебачення
| Рік       |    | Українська назва                             | Оригінальна назва                          | Роль                                            |
| --------- | -- | -------------------------------------------- | ------------------------------------------ | ----------------------------------------------- |
| 2000      | тф | Якби стіни могли говорити 2                  | If These Walls Could Talk 2                | Емі                                             |
| 2004      | с  | Вілл і Грейс                                 | Will & Grace                               | Монет (Епізод: "East Side Story")               |
| 2005      | тф |                                              | Mrs. Harris                                | Лінн Трифорос                                   |
| 2006—2011 | с  | Велике кохання                               | Big Love                                   | Ніколетт Грант (53 епізоди)                     |
| 2011      | с  | Королівські перегони Ру Пола                 | RuPaul's Drag Race                         | у ролі самої себе (2 епізоди)                   |
| 2012      | с  | Закон і порядок: Спеціальний корпус          | Law & Order: Special Victims Unit          | Крістін Хартвелл (Епізод: "Valentine's Day")    |
| 2012      | с  | Мимо цілі                                    | Hit & Miss                                 | Міа (6 епізодів)                                |
| 2012      | с  | Луї                                          | Louie                                      | Джині (Епізод: "Looking for Liz/Lilly Changes") |
| 2012      | с  | Американська історія жаху: Притулок          | American Horror Story: Asylum              | Шеллі (6 епізодів)                              |
| 2013      | с  | Портландія                                   | Portlandia                                 | Александра (9 епізодів)                         |
| 2013      | с  | Проєкт «Мінді»                               | The Mindy Project                          | Крістіна Портер (6 епізодів)                    |
| 2014      | с  | Ті, хто вбивають                             | Those Who Kill                             | детектив Кетрін Дженсен (10 епізодів)           |
| 2015—2017 | с  | Родовід                                      | Bloodline                                  | Челсі О'Баннон (24 епізоди)                     |
| 2015—2016 | с  | Американська історія жаху: Готель            | American Horror Story: Hotel               | доктор Алекс Лоу (12 епізодів)                  |
| 2017      | с  | Товариш детектив                             | Comrade Detective                          | Соня Бачу (5 епізодів)                          |
| 2019—2022 | с  | Матрьошка                                    | Russian Doll                               | Ленора Вулвокова (8 епізодів)                   |
| 2019      | с  | Вдавання                                     | The Act                                    | Мел (6 епізодів)                                |
| 2020      | с  | Ми такі, якими ми є                          | We Are Who We Are                          | Сара (8 епізодів)                               |
| 2022      | с  | Дівчина з Плейнвіля                          | The Girl from Plainville                   | Лінн Рой (8 епізодів)                           |
| 2023      | с  | Покерфейс                                    | Poker Face                                 | Рубі Руїн (Епізод: "Rest in Metal")             |
| 2024      | с  | Ворожнеча                                    | Feud: Capote vs. The Swans                 | C. Z. Guest (8 епізодів)                        |
| 2024      | с  | Чудовиська: Історія Лайла й Еріка Менендесів | Monsters: The Lyle and Erik Menendez Story | Мері Луїза «Кітті» Менендес (8 епізодів)        |

## Нагороди та номінації
| Нагорода                       | Рік  | Категорія                                                                    | Робота              | Результат |
| ------------------------------ | ---- | ---------------------------------------------------------------------------- | ------------------- | --------- |
| Оскар                          | 2000 | Найкраща жіноча роль другого плану                                           | Хлопці не плачуть   | Номінація |
| Золотий глобус                 | 2000 | Найкраща жіноча роль другого плану — кінофільм                               | Хлопці не плачуть   | Номінація |
| Золотий глобус                 | 2010 | Найкраща жіноча роль другого плану в телесеріалі, мінісеріалі або телефільмі | Велике кохання      | Перемога  |
| Премія Гільдії кіноакторів США | 2000 | Найкраща жіноча роль другого плану                                           | Хлопці не плачуть   | Номінація |
| Супутник                       | 2000 | Найкраща жіноча роль другого плану — кінофільм                               | Хлопці не плачуть   | Перемога  |
| Супутник                       | 2009 | Найкраща жіноча роль другого плану — телебачення                             | Велике кохання      | Номінація |
| Супутник                       | 2012 | Найкраща жіноча роль у драматичному серіалі                                  | Мимо цілі           | Номінація |
| Вибір телевізійних критиків    | 2011 | Найкраща жіноча роль другого плану в драматичному телесеріалі                | Велике кохання      | Номінація |
| HCA TV Awards                  | 2022 | Найкраща акторка другого плану в стрімінговому мінісеріалі або телефільмі    | Дівчина з Плейнвіля | Номінація |
| Незалежний дух                 | 1996 | Найкраща жіноча роль другого плану                                           | Дітки               | Номінація |
| Незалежний дух                 | 2000 | Найкраща жіноча роль другого плану                                           | Хлопці не плачуть   | Перемога  |
| MTV Movie Awards               | 2000 | Найкращий поцілунок                                                          | Хлопці не плачуть   | Номінація |